# 威廉·艾伦·怀特
威廉·艾伦·怀特（William Allen White，1868年2月10日—1944年1月29日），是美国報社編輯、政治家、作家，進步主義的领袖以及Middle America的代言人。
在1937年堪萨斯编辑协会为他举行的一次宴会上，他被称为堪萨斯新闻界 "最受爱戴、最杰出的成员" :39。